# Эстрада, Хорхе Иван
Хорхе Иван Эстрада (исп. Jorge Iván Estrada Manjarrez; родился 16 октября 1983 года в Кульякане, Мексика) — мексиканский футболист, защитник, сборной Мексики.

## Клубная карьера

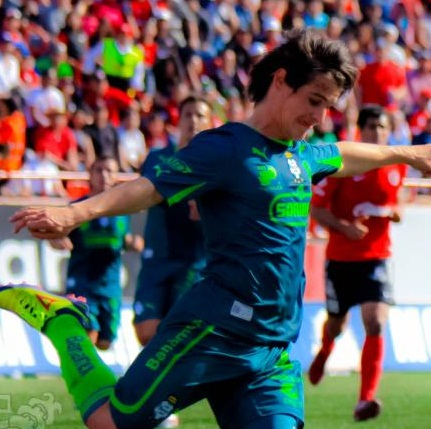
Эстрада в составе «Сантос Лагуна»

### «Дорадос»
Эстрада является воспитанником клуба второго мексиканского дивизиона «Дорадос», который базируется в родном городе футболиста Кульякане.
Осенью 2003 года состоялся дебют Хорхе в основном составе команды, а годам позже «Дорадос» вышли в высший дивизион.
20 октября 2004 года Эстрада сыграл свой первый мачт в мексиканской Премьере, выйдя на замену в матче против «Пачуки». С тех пор Хорхе регулярно выходил на поле в стартовом составе.

### «Веракрус»
После того, как в 2006 году «Дорадос» покинули мексиканскую элиту, Эстрада принял приглашения от команды Премьеры, «Веракрус».
Он сыграл за новый клуб всего 6 матчей после чего перебрался в «Сантос Лагуну».

### «Сантос Лагуна»
В январе 2007 года Эстрада присоединился к «Сантосу», и сразу же завоевал место в стартовом составе. В Апертуре сезона 2007 года, он завоевал титул лучшего центрального защитника лиги. 30 марта 2008 в победном матче против «Текос» Хорхе забил свой первый гол за Сантос. В том же сезоне, Эстрада выиграл чемпионат. На турнире Бисентенарио 2010 «Сантос Лагуна» занял второе место, а Хорхе получил приз лучшего защитника, по версии мексиканской футбольной ассоциации.

### «Пачука»
Летом 2013 года Эстрада перешёл в «Пачуку», где воссоединился со своим давним партнером по «Лагуне» Даниэлем Лудуэньей. 21 июля в поединке против «Толуки» он дебютировал за новую команду.

### УАНЛ Тигрес
В начале 2014 года Эстрада перешёл в УАНЛ Тигрес. 5 января в матче против «Америки» он дебютировал за «тигров». В том же году Хорхе стал обладателем Кубка Мексики. В 2015 году он помог клубу выйти в финал Кубка Либертадорес и выиграть чемпионат.

## Международная карьера
Эстрада был вызван в сборную Мексики на товарищеский матч против сборной Венесуэлы 12 октября 2010 года. Он вышел в стартовом составе, но, отыграв полчаса, получил серьезную травму и был заменен.

## Достижения
Командные
 «Сантос Лагуна»
- Чемпионат Мексики по футболу - Клаусура 2008
- Чемпионат Мексики по футболу - Клаусура 2012

 УАНЛ Тигрес
- Чемпионат Мексики по футболу — Апертура 2015
- Чемпионат Мексики по футболу — Апертура 2016
- Чемпионат Мексики по футболу — Апертура 2017
- Обладатель Кубка Мексики - Клаусура 2014
- Финалист Кубка Либертадорес — 2015

Личные
- Лучший защитник - Апертура 2007
- Лучший защитник - Бисентенарио 2010
- Лучший защитник - Апертура 2010